# Hoensha
La Hoensha (方円社, Hōensha) était la première organisation professionnelle de go au Japon. Fondée en 1879 par Honinbo Shuho, elle structura et remplaça les groupes d'études créés par Nakagawa Kamesaburo et d'autres joueurs. À la fin de la période Meiji, la Hoensha était la principale organisation de go au Japon. Première organisation de go que l'on pourrait qualifier de "moderne", elle délivra les premiers grades professionnels. La Hoensha éditait un magazine de go Igo Shinpo. Les quatre rois célestes de la Hoensha étaient Kobayashi Tetsujiro, Mizutani Nuiji, Sakai Yasujiro, et Takahashi Kinesaburo. La Hoensha a disparu en 1924, laissant sa place à une nouvelle organisation, la Nihon Ki-in.
| Président           | Années    |
| ------------------- | --------- |
| Honinbo Shuho       | 1876–1886 |
| Nakagawa Kamesaburo | 1886–1899 |
| Iwasaki Kenzo       | 1899–1912 |
| Nakagawa Kamesaburo | 1912–1920 |
| Hirose Heijiro      | 1920–1924 |
| Iwasa Kei           | 1924      |